# Рогашов, Иван Степанович

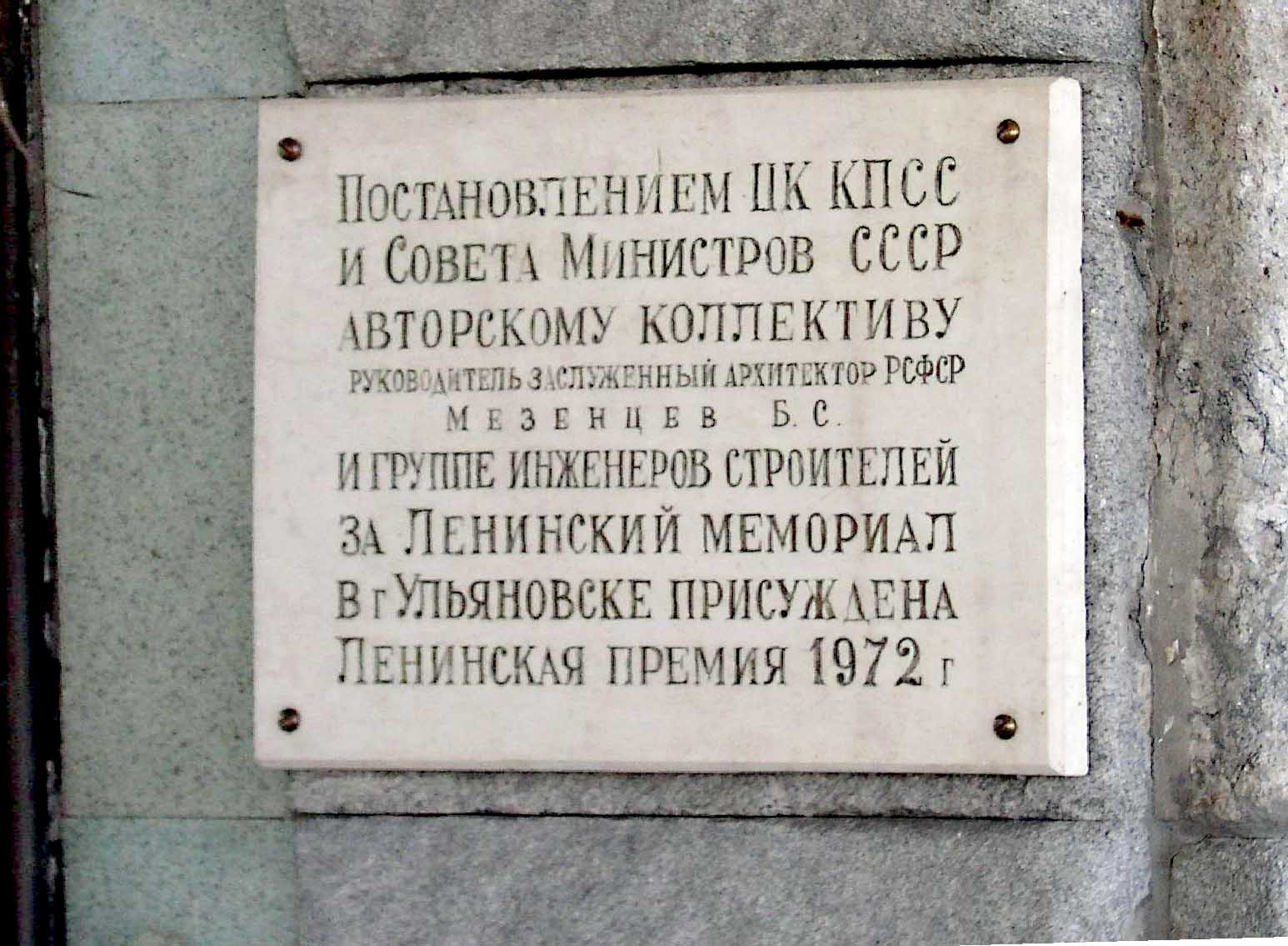

Рогашов Иван Степанович (род. 1931, неизвестно) — советский инженер-строитель. Лауреат Ленинской премии (1972).

## Биография
Родился в 1931 году.
В 1962 году окончил вечернее отделение Ульяновского политехнического института. Член КПСС с 1964 года.
С 1967 года — главный инженер строительно-монтажного управления № 23 Главульяновскстроя. С 1968 года — главный инженер строительно-монтажного управления № 1 по строительству Ленинского мемориала, с 1969 года — начальник управления. С 1973 года — главный инженер строительно-монтажного управления № 27 треста «Промстрой» Главульяновскстроя.

## Награды
- Ленинская премия (1972) — за Ленинский мемориал в Ульяновске.